# Jacob Kiplimo
Jacob Kiplimo (Kween (district), 14 november 2000) is een Oegandese atleet die gespecialiseerd is in de lange afstand. Hij werd wereldkampioen veldlopen en een keer op de halve marathon. Bovendien is hij op dit laatste onderdeel sinds november 2021 wereldrecordhouder. Kiplimo nam in 2021 deel aan de Olympische Spelen en won daar een bronzen medaille.

## Biografie

### Jeugd
Kiplimo werd geboren op 14 november 2000. Zijn familie oogste maïs. Om naar school te gaan moest hij 5 km lopen.  Kiplimo won in 2015 een selectiewedstrijd voor het wereldkampioenschap berglopen, maar mocht vanwege zijn leeftijd daaraan niet meedoen. Daarna verhuisde hij naar Italië. Nadat hij een evenement in Oeganda had gewonnen, verhuisde hij terug.
In 2016 won hij op 15-jarige leeftijd de bronzen medaille op de 10.000 m bij de wereldkampioenschappen atletiek onder 20. In mei van dat jaar liep hij in Rome de 5000 m in 13.24,40, waarmee hij zich kwalificeerde voor de Olympische Spelen van Rio. Als de jongste deelnemer behaalde hij een elfde plaats in 13.30,40.
Op 16-jarige leeftijd won Kiplimo een gouden medaille bij het wereldkampioenschap veldlopen van 2017, de eerste gouden medaille voor Oeganda op dit evenement. Op 31 december 2018 won hij een 10 km wedstrijd in Madrid met een tijd van 26.41.

### 2019
Bij het Oegandees kampioenschap veldlopen op 16 februari in Tororo versloeg Kiplimo Joshua Cheptegei door respectievelijk een eerste en een tweede plaats te behalen. In de mannenrace over 10 km won hij met een voorsprong van 11 seconden.
Bij de WK veldlopen in Aarhus behaalde hij een tweede plaats achter Cheptegei. In de teamranking won hij, samen met zijn teamgenoot Cheptegei, een gouden medaille.
Op 31 december nam hij deel aan de Corrida de São Silvestre, waar hij bij de finishlijn werd ingehaald door Kibiwott Kandie en daardoor tweede werd.

### 2020
Op 8 september won Kiplimo de 5000 m in Ostrava met een tijd van 12.48,63. Op 17 september won hij tijdens het Golden Gala, onderdeel van de Diamond League-reeks, de 3000 m. Met een tijd van 58.49 won hij op 17 oktober het wereldkampioenschap halve marathon in Gdynia. Zijn tijd was een Oegandees record.
Op 6 december nam hij deel aan de Valencia Halve Marathon, waarop hij met 57.37 een tweede plaats behaalde.

### 2021
Op 21 maart deed Kiplimo mee met het Campaccio wereldkampioenschap in San Giorgio su Legnano. Ondanks zijn val in de 9e kilometer won hij met een tijd van 29.07. Op 19 mei won hij tijdens de Golden Spike in Ostrava de 10.000 m met een persoonlijk record van 26.33,93.
Op 21 november vestigde hij een record op de halve marathon met 57.31.

### 2023
Op 19 februari won Kiplimi de gouden medaille op de 10 km tijdens de WK veldlopen.

### 2025
Op 16 februari zette hij een wereldrecord op de halve marathon bij de halve marathon van Barcelona. Hij liet een tijd van 56 minuten en 52 seconden noteren.

## Titels
- Wereldkampioen veldlopen - 2023, 2024
- Wereldkampioen halve marathon - 2020
- Wereldkampioen U20 veldlopen - 2017
- Gemenebest kampioen 5000 m - 2022
- Gemenebest kampioen 10.000 m - 2022
- Oegandees kampioen veldlopen - 2024

## Statistieken

### Persoonlijke records
Outdoor
| Onderdeel   | Prestatie    | Datum             | Plaats  |
| ----------- | ------------ | ----------------- | ------- |
| 1500 m      | 3.50,24      | 2016              | Arezzo  |
| 3000 m      | 7.26,64 (NR) | 17 september 2020 | Rome    |
| 2 Eng. mijl | 8.10,16      | 21 augustus 2021  | Eugene  |
| 5000 m      | 12.40,96     | 30 mei 2024       | Oslo    |
| 10.000 m    | 26.33,93     | 19 mei 2021       | Ostrava |

Indoor
| Onderdeel | Prestatie | Datum            | Plaats |
| --------- | --------- | ---------------- | ------ |
| 3000 m    | 8.12,93   | 20 februari 2016 | Padua  |

Weg
| Onderdeel      | Prestatie  | Datum            | Plaats    |
| -------------- | ---------- | ---------------- | --------- |
| 10 km          | 26.48      | 14 januari 2024  | Valencia  |
| 15 km          | 40.07      | 16 februari 2025 | Barcelona |
| Halve marathon | 56.42 (WR) | 16 februari 2025 | Barcelona |

## Palmares

### 3000 m
Diamond League-resultaten
- 2020:  Golden Gala - 7.26,64
- 2023:  Stockholm Bauhaus Athletics - 7.29,55

### 5000 m
- 2018: 6e WK U20 in Tampere - 13.23,35
- 2021: 5e OS - 13.02,40
- 2022:  Gemenebestspelen - 13.08,08

Diamond League-resultaten
- 2023:  Bislett Games - 12.41,73
- 2024:  Bislett Games - 12.40,96

### 10.000 m
- 2016:  WK U20 in Bydgoszcz - 27.26,68
- 2018:  Gemenebestspelen - 27.30,25
- 2018:  WK U20 - 27.40,36
- 2021:  OS - 27.43,88
- 2022:  WK - 27.27,97
- 2022:  Gemenebestspelen - 27.09,19
- 2024: 8e OS - 26.46,39

### 15 km
- 2023:  Zevenheuvelenloop - 41.05
- 2024:  Zevenheuvelenloop - 40.42

### veldlopen
- 2017:  WK U20 in Kampala - 22.40
- 2019:  WK in Århus - 31.44
- 2023:  WK in Bathurst (Austr.) - 29.17
- 2024:  Oegandese kamp. - 29.04
- 2024:  WK in Belgrado - 28.09